# 860. grenadirski polk (Wehrmacht)
860. grenadirski polk (izvirno nemško 860. Grenadier-Regiment; kratica 860. GR) je bil pehotni polk Heera v času druge svetovne vojne.

## Zgodovina
Polk je bil ustanovljen 23. novembra 1942 za potrebe 347. pehotne divizije s preoblikovanjem 860. trdnjavskega grenadirskega polka. 